# Борго-Верчеллі
Борго-Верчеллі (італ. Borgo Vercelli, п'єм. Borghi) — муніципалітет в Італії, у регіоні П'ємонт, провінція Верчеллі.
Борго-Верчеллі розташоване на відстані близько 510 км на північний захід від Рима, 70 км на північний схід від Турина, 7 км на північний схід від Верчеллі.
Населення — 2245 осіб (2014). Щорічний фестиваль відбувається 15 серпня. Покровитель — S. Maria Assunta in Cielo.

## Демографія
Населення за роками:

Станом на 1 січня 2023 року в муніципалітеті офіційно проживало 226 іноземців з 32 країн, серед них 79 громадян країн Євросоюзу та 9 громадян України.

## Сусідні муніципалітети
- Казаліно
- Казальволоне
- Верчеллі
- Віллата
- Вінцальйо